# Île Nansen (mer de Kara)
Pour les articles homonymes, voir île Nansen.
L'île Nansen (en russe : Остров Нансена), est une île longue et étroite située en mer de Kara.
Elle appartient à la division administrative du kraï de Krasnoïarsk en Russie et fait partie de la Réserve naturelle du Grand Arctique.
Elle s'étend sur 21 km de longueur pour une largeur moyenne d'environ 2,5 km. Elle est située dans une zone d'écueils juste au large de la côte ouest de la péninsule de Taymyr.

## Géographie
L'île Nansen est l'une des îles de la zone côtière de l'archipel Nordenskiöld. Le détroit étroit entre l'île Nansen et la côte sibérienne (détroit de Fram) mesure en moyenne environ 2,5 km. L'île Hovgaard se trouve à environ 8 kilomètres au nord de l'extrémité nord de l'île Nansen, de l'autre côté du détroit de Matisen.
Les côtes de l'île Nansen et de certaines de ses plus grandes îles voisines, telles que Taïmyr, Bonevi et Pilota Makhotkina, sont profondément découpées et comportent de nombreuses criques tortueuses. Géologiquement, toutes ces îles côtières sont une continuation de l'archipel Nordenskiöld qui se trouve plus au nord. L'île Vkhodnoï (en) est un îlot de 0,75 km de long situé au large de l'extrémité ouest de Nansen.
La mer entourant l'île Nansen est recouverte de banquise avec quelques polynies pendant les hivers longs et rigoureux et il y a de nombreuses banquises même en été.

## Histoire
En octobre 1900, lors de la dernière expédition du baron Eduard von Toll, les quartiers d'hiver du navire Zarya de Toll sont installés sur l'île de Nablioudenii, près de Nansen et une station scientifique y est construite. Nablioudenii est une petite île granitique au sud de l'île voisine de Bonevi, située dans une baie que Toll a nommée Baie Colin Archer (Boukhta Kolina Archera).
Pendant la Seconde Guerre mondiale, il y a eu de nombreuses activités militaires près de l'île Nansen, notamment pendant l'opération Wunderland.
Sur certaines cartes, l'île Nansen est simplement nommée Nansena. Cette île ne doit pas être confondue avec une autre île russe appelée île Nansen, qui fait partie de la Terre François-Joseph, dans l'océan Arctique, ni avec l'île Nansen située en Antarctique. Les trois îles ont été nommées en l'honneur de l'explorateur Fridtjof Nansen.